# جوستين ميلر (لاعب كرة قدم أمريكية)
جوستين ميلر (بالإنجليزية: Heath Miller)‏ هو لاعب كرة قدم أمريكية أمريكي، ولد في 22 أكتوبر 1982 في ريتشلاندز في الولايات المتحدة.

## وصلات خارجية
- جوستين ميلر على موقع مرجع كرة القدم المحترفة.كوم (الإنجليزية)
- جوستين ميلر على موقع قاعة فرجينيا للمشاهير الرياضية (الإنجليزية)
- جوستين ميلر على موقع IMDb (الإنجليزية)
- جوستين ميلر على موقع كينوبويسك (الروسية)